# Börrstadt
Börrstadt település Németországban, Rajna-vidék-Pfalz tartományban. Lakosainak száma 941 fő (2023. december 31.).

## Népesség
A település népességének változása:
| Lakosok száma | 902  | 929  | 898  | 942  | 944  | 941  |
|               | 1975 | 2017 | 2019 | 2021 | 2022 | 2023 |